# Virola michelii
Virola michelii är en tvåhjärtbladig växtart som beskrevs av Édouard Marie Heckel. Virola michelii ingår i släktet Virola och familjen Myristicaceae. Inga underarter finns listade i Catalogue of Life.